# داویت آروشانیان
داویت وُلودیایی آروشانیان (ارمنی: Դավիթ Վոլոդյայի Առուշանյան؛ زادهٔ ۱۴ دسامبر ۱۹۸۱) یک  سیاستمدار اهل ارمنستان است که از تاریخ ۲۰۲۱ تا تاریخ ۲۰۲۶ سمت نمایندگی دوره هشتم مجلس ملی جمهوری ارمنستان را برعهده داشت.

## زندگی‌نامه
در 	۱۴ دسامبر ۱۹۸۱ در لنیناکان به دنیا آمد و از انستیتو دولتی علوم پرورشی گیومری فارغ‌التحصیل شد. 